# Маттенхоф-Вайссенбюль
Маттенхоф-Вайссенбюль (нем. Mattenhof-Weissenbühl) — один из шести районов Берна (район III). Он расположен в юго-западной части города и граничит с Иннере Штадт, Ленггассе-Фельсенау, Кирхенфельд-Шоссхальде, Бюмплиц-Оберботтиген.

## Кварталы
Включает в себя 6 кварталов:
- Холлиген
- Вайссенштейн
- Маттенхоф
- Монбижу
- Вайссенбюль
- Сандраин